# Niecka miechowska
Niecka miechowska – jednostka geologiczna w południowej Polsce, wypełniona osadami górnej kredy, południowy fragment synklinorium szczecińsko-łódzko-miechowskiego.

## Położenie geograficzne
Niecka miechowska rozciąga się z północnego zachodu na południowy wschód, od Radomska i Przedborza do brzegu nasunięcia karpackiego między Krakowem i Dębicą, a częściowo przedłuża się pod osadami Kotliny Sandomierskiej oraz Karpatami.
Geograficznie niecka miechowska stanowi podłoże Wyżyny Małopolskiej pomiędzy Jurą Krakowsko-Wieluńską a Górami Świętokrzyskimi, czyli Wyżyny Przedborskiej i Niecki Nidziańskiej oraz zachodniej części Kotliny Sandomierskiej.

## Położenie geologiczne
Od południowego zachodu graniczy z monokliną śląsko-krakowską, a od północnego wschodu z południowo-wschodnią częścią antyklinorium środkowopolskiego. Od północnego zachodu od niecki mogileńsko-łódzkiej oddziela je antyklina Sulejowa i elewacja przedborska. Na południu i południowym wschodzie kryje się pod osadami zapadliska przedkarpackiego i utworami płaszczowin karpackich.

## Budowa geologiczna
Niecka miechowska jest węższa na północnym zachodzie, a rozszerza się ku południowemu wschodowi. Również w tym kierunku strop podłoża się podnosi, niecka ulega spłyceniu, a osady kredy wyklinowują się. Osady górnokredowe osiągają maksymalną miąższość 800–1000 m.
Najstarszymi znanymi utworami niecki są detrytyczne osady permu, występujące lokalnie w rowach tektonicznych. Miąższości osadów triasu i jury dolnej i jury środkowej są niewielkie. Dopiero węglanowe utwory jury górnej (oksfordu i kimerydu) osiągają miąższość do 1000 m. Nie ma tu osadów kredy dolnej. Sedymentacja osadów górnokredowych rozpoczęła się w albie. Leżą one dyskordantnie na wapieniach kimerydu lub starszych utworach jurajskich. W spągu zalegają jasnoróżowe lub żółte piaski, a nad nimi piaskowce glaukonitowe z fauną morską albu górnego. Wyżej zalegają cenomańskie wapniste piaskowce glaukonitowe, a nad nimi turońskie margle, wapienie inoceramowe i otwornicowe oraz gezy. Osady każdego kolejnego piętra mają szerszy zasięg. W santonie wapienie stopniowo zanikają, a ich miejsce zajmują margle i gezy; pojawia się większa ilość kwarcu, glaukonitu i fosforytów. Brak tu górnych ogniw mastrychtu.
Niecka miechowska ma budowę asymetryczną − skrzydło północne jest bardziej strome, a południowe bardziej łagodne.

## Powstanie
Niecka miechowska została ostatecznie uformowana w czasie fazy laramijskiej orogenezy alpejskiej.

## Podłoże
Podłoże niecki stanowią skały metamorficzne bloku małopolskiego.

## Nadkład
Nadkład niecki tworzą osady paleogenu, neogenu i czwartorzędu.